# Македония (1903 – 1904)
Вижте пояснителната страница за други значения на Македония.
„Македония“ с подзаглавие Месечно илюстровано популярно списание е българско литературно списание, редактирано от Милан Грашев и Михаил Копанов.
Списанието излиза в 1903 и 1904 година. В него пишат Иван Вазов, Пейо Яворов, Кирил Христов, Христо Силянов, а е илюстрирано от Иван Славов. От брой 3 на година II (1904) името му се сменя на „Македонска зора“ с подзаглавие Илюстровано политико-литературно списание и Милан Грашев е заместен като редактор от Пиновски (псевдоним на Димитър Молеров). Пети брой е под редакцията на Грашев, а последният шести брой отново носи името „Македония“. От списанието излизат общо 16 броя. Печата се в печатница К. Г. Чинков.
| Годишнина | Броеве | Дата                      |
| --------- | ------ | ------------------------- |
| I         | 1 – 10 | март 1903 – декември 1903 |
| II        | 1 – 6  | 15 април – декември 1904  |